# MS Al Andalus Express
Le Al Andalus Express (ex-SeaFrance Nord Pas-de-Calais) est un ferry-roulier construit sur le chantier naval Normed de Dunkerque en 1987 pour le compte de la SNCF.
Il fut par la suite racheté par Eurotunnel qui le loue à la SCOP des anciens salariés de SeaFrance qui a pris le nom de MyFerryLink.
Il effectuera les liaisons transmanche de la ligne Calais — Douvres à sa reprise d'activité.
Il fait désormais partie de la société FRS Iberia sous le nom de Al Andalus Express.

## Affrètement
- SNCF : 1987 à 1996
- S.N.A.T. : à partir de 1989, la Société nouvelle d'armement transmanche en devient propriétaire;
- SeaFrance : à partir de 1996, le partenariat entre la SNAT et Stena Sealink Line prenant fin, une nouvelle société se crée rebaptisant le navire SeaFrance Nord Pas-de-Calais.

À la liquidation de SeaFrance, le navire est désarmé au port de Dunkerque. La société du tunnel sous la Manche (Eurotunnel) rachète trois ferrys dont le Nord Pas-de-Calais qui est actuellement en révision.
La nouvelle compagnie maritime MyFerryLink a repris ses activités le 20 août 2012 . Il rejoindra en automne les deux autres navires en activité : Le Berlioz et le Rodin. Il navigue pour MyFerryLinK jusqu'en juin 2015.
Immobilisé pendant de longs mois à la citadelle à Dunkerque entre 2015 et 2016, il rejoint l'Espagne en mai 2016. On le retrouve en  2017 en exploitation pour FRS Ibéria sur le détroit de Gibraltar sous le nom de Al Andalus Express (Limassol).